# Houécourt
Houécourt is een gemeente in het Franse departement Vosges (regio Grand Est) en telt 416 inwoners (2004). De plaats maakt deel uit van het arrondissement Neufchâteau.

## Geografie
De oppervlakte van Houécourt bedraagt 9,9 km², de bevolkingsdichtheid is 42,0 inwoners per km².
De onderstaande kaart toont de ligging van Houécourt met de belangrijkste infrastructuur en aangrenzende gemeenten.

## Demografie
Onderstaande figuur toont het verloop van het inwonertal (bron: INSEE-tellingen).